# Яковлев, Валерий Иванович
Валерий Иванович Яковлев (род. 4 мая 1944 г., Уфа, БАССР) — советский российский историк и этнолог, доктор исторических наук, профессор, профессор кафедры народных инструментов и этномузыкологии Казанской консерватории, заведующий кафедрой теории и истории исполнительского искусства и музыкальной педагогики Казанского государственного института культуры (с 2007 года), заслуженный деятель искусств Республики Татарстан, исследователь традиционной музыкальной культуры народов Поволжья и Приуралья.

## Биография
Родился в Уфе в семье служащих. Отец, Яковлев Иван Павлович (1914—1948) был инженером, мать, Яковлева Мария Марковна (1920—1987), — учителем. В 1964—1969 годах учился в Казанской государственной консерватории им. Н. Г. Жиганова по классу баяна и дирижирования, где его учителями были В. П. Плетнев, Е. П. Бусыгин и Н. В. Зорин. В 1968 году начал работать в Казанской госконсерватории. В 1973 году прошел ассистентуру-стажировку в Российской Академии музыки им. Гнесиных. До 1986 года учился в аспирантуре Казанского государственного университета по специальности этнология. В 1968—1985 годах концертировал в качестве баяниста-исполнителя и дирижера оркестра народных инструментов в городах Татарстана, Поволжья. С 1975 года ежегодно выезжал в музыкально-этнографические экспедиции в Поволжье. В 1987 году в Институте искусствознания этнографии и фольклора АН БССР в Минске защитил кандидатскую диссертацию «Традиционные музыкальные инструменты народов Среднего Поволжья (конец XIX — начало XX в.)». С 1992 года — доцент, с 2005 — профессор. Профессор кафедры народных инструментов и этномузыкологии Казанской госконсерватории. С 2007 года заведующий кафедрой теории и истории исполнительского искусства и музыкальной педагогики Казанского государственного института культуры. Сотрудник Национального музея Республики Татарстан.
В 2001 году в МГУ защитил докторскую диссертацию «Традиционные музыкальные инструменты народов Волго-Уралья: формирование, развитие, функционирование (историко-этнографическое исследование)».
Член-корреспондент (2005) и действительный член Петровской академии наук и искусств (ПАНИ) (2009).
Популяризатор народной музыки, автор и ведущий телепередач «На чем мы играем», «Какая прелесть, эти балалайки…», «Играют студенты факультета народных инструментов Казанской консерватории».
Заслуженный деятель искусств Республики Татарстан (2000).

## Научная деятельность
Основная сфера научных интересов — история и проблемы возрождения традиционной музыкальной культуры чувашей, татар, башкир и других народов Поволжья и Приуралья.
В докторской диссертации «Традиционные музыкальные инструменты народов Волго-Уралья: формирование, развитие, функционирование (историко-этнографическое исследование)» (2001) и в монографии, изданной на ее основе, декларируется зарождение нового научного направления — исторического этноинструментирования, рассматриваются этнические особенности традиционных музыкальных инструментов народов Волго-Уральского региона. На базе археологических (начиная с эпохи неолита) и письменных источников автор реконструирует музыкальную культуру региона, разделяя музыкальные инструменты на четыре основные группы — духовые (аэрофоны), струнные (хордофоны), мембранные (мембранофоны) и самозвучащие (идиофоны) инструменты. Изучая особенности функционирования музыкальных инструментов, исследователь анализирует музыку в календарных праздниках, зимних, весенних и летне-осенних обычаях и обрядах, рассматривает их функции в семейном быту, в инструментальном сопровождении свадьбы, в обычаях и обрядах, связанных с рождением ребенка, в похоронно-поминальных обрядах, в инструментальном сопровождении проводов в армию. Хронологическими рамками работы является период конца XIX — начала XX столетий.
Ряд статей посвящен формированию и особенностям развития казанской этнографической школы, в том числе ее ярким представителям — Е. П. Бусыгину и С. Н. Кунгурову.

## Основные работы
- К вопросу изучения музыкальных инструментов народов Среднего Поволжья // Народная и профессиональная музыка Поволжья и Приуралья. М.: Изд. ГМПИ им. Гнесиных, 1981. С. 57-64.
- Волынка у поволжских народов // Музыкальный фольклор и творчество композиторов Поволжья. М.: Изд. ГМПИ им. Гнесиных, 1984. С. 75-83.
- К вопросу изучения марийских народных инструментов (К проблеме типологии инструментария) // Традиционное и современное в музыке народов Поволжья и Приуралья. Йошкар-Ола, 1985. С. 30-31.
- Гусли у поволжских народов // СЭ. 1985. № 2. С. 109—116. (совм. с Е. П. Бусыгиным)
- Музыкальные инструменты народов Поволжья и их роль в пропаганде современной музыкальной культуры // Фольклор: проблемы сохранения, изучения и пропаганды. М.,1988. Ч. II. С. 339—390.
- Традиционные музыкальные инструменты народов Среднего Поволжья. Казань, 1991. 116 с.
- Музыкальные инструменты Волго-Уралья: конвергенция, взаимодействие // Проблема межэтнического взаимодействия в сопредельных национальных и административных образованиях. Сарапул, 1997.
- Гусли татар Волго-Уральского региона // Материалы Республиканской научно-практической конференции «Татарские народные музыкальные инструменты. Традиции и современность». Казань, 1999. С. 43-48.
- Традиционные музыкальные инструменты Волго-Уралья. Историко-этнографическое исследование. Казань: КГИ, 2001. 320 с.
- Евгений Прокопьевич Бусыгин. Казань, 2003. 38 с.
- Традиционные музыкальные инструменты. Историческое этноинструментоведение: Учебное пособие. Казань, 2004. 80 с.
- Казанские выставки музыкальных инструментов: некоторые особенности формирования и экспонирования // Современный музей как важный ресурс развития города и региона: Материалы Междунар. науч.-практ. конф., посвящ. 1000-летию Казани и 110-летию Национального музея Республики Татарстан. Казань, 2005.
- Музыкальные инструменты Национального музея Республики Татарстан. Казань: Заман, 2007. 191 с.
- Методика обучения игре на баяне (аккордеоне): учебное пособие. Казань: КГИ, 2014.
- Этноинструментоведение. Методология изучения традиционных народных музыкальных инструментов (на материале Волго-Уралья): учебно-методическое пособие для студентов высших музыкальных учебных заведений. Казань: Казанская гос. консерватория, 2015. 74, [1] с.
- Этнография народов Волго-Уралья: учебно-методическое пособие для студентов высших учебных заведений. Казань: КГК им. Н. Г. Жиганова, 2015. 59, [1] с.
- «Антропологический поворот» в этноинструментоведческой историографии // Вестник Казанского государственного университета культуры и искусств. 2019. № 4. С. 89-94. (соавт. Сайдашева З. Н.)[4]